# Hilbert (Wisconsin)
Hilbert – wieś w Stanach Zjednoczonych, w stanie Wisconsin, w hrabstwie Calumet.